# Mataruška Banja
Mataruška Banja (izvirno srbsko Матарушка Бања) je mesto v Srbiji, ki upravno spada pod Občino Kraljevo; slednja pa je del Raškega upravnega okraja.

## Demografija
V naselju živi 2230 polnoletnih prebivalcev, pri čemer je njihova povprečna starost 43,2 let (41,3 pri moških in 44,9 pri ženskah). Naselje ima 962 gospodinjstev, pri čemer je povprečno število članov na gospodinjstvo 2,61.
To naselje je, glede na rezultate popisa iz leta 2002, večinoma srbsko, a v času zadnjih 3 popisov je opazen porast števila prebivalcev.
|  |

| Demografija | Demografija     | Demografija     |
| Leto        | Št. prebivalcev | Št. prebivalcev |
| ----------- | --------------- | --------------- |
|             |                 |                 |
|             |                 |                 |
|             |                 |                 |
|             |                 |                 |
| 1948        | 470             |                 |
| 1953        | 704             |                 |
| 1961        | 915             |                 |
| 1971        | 1329            |                 |
| 1981        | 2132            |                 |
| 1991        | 2262            | 2201            |
| 2002        | 2809            | 2732            |
|             |                 |                 |

| Etnična sestava po popisu iz leta 2002 | Etnična sestava po popisu iz leta 2002 | Etnična sestava po popisu iz leta 2002 | Etnična sestava po popisu iz leta 2002 | Etnična sestava po popisu iz leta 2002 |
| -------------------------------------- | -------------------------------------- | -------------------------------------- | -------------------------------------- | -------------------------------------- |
| Srbi                                   | Srbi                                   |                                        | 2.665                                  | 97,54%                                 |
| Črnogorci                              | Črnogorci                              |                                        | 21                                     | 0,76%                                  |
| Makedonci                              | Makedonci                              |                                        | 12                                     | 0,43%                                  |
| Jugoslovani                            | Jugoslovani                            |                                        | 6                                      | 0,21%                                  |
| Hrvati                                 | Hrvati                                 |                                        | 5                                      | 0,18%                                  |
| Romi                                   | Romi                                   |                                        | 5                                      | 0,18%                                  |
| Ukrajinci                              | Ukrajinci                              |                                        | 1                                      | 0,03%                                  |
| Romuni                                 | Romuni                                 |                                        | 1                                      | 0,03%                                  |
| Bolgari                                | Bolgari                                |                                        | 1                                      | 0,03%                                  |
| Albanci                                | Albanci                                |                                        | 1                                      | 0,03%                                  |
| Neznano                                | Neznano                                |                                        | 6                                      | 0,21%                                  |